# Nyaunggan
Nyaunggan ist ein Dorf in Myanmar. Hier konnte 1998 und 1999 ein kleiner Friedhof der Bronzezeit ausgegraben werden. Da die Vorgeschichte von Myanmar bisher erst sehr wenig erforscht ist, kommt diesem Gräberfeld eine besondere Bedeutung zu.
Der Ort liegt am Chindwin, nahe der Stadt Budalin in der heutigen Sagaing-Region. Es wurden 44 Skelette gefunden, die reich mit Beigaben ausgestattet waren. Die Toten lagen auf den Rücken mit dem Kopf nach Norden. Es fanden sich Speerspitzen aus Bronze, Pfeilspitzen und Äxte. Andere Objekte sind Steinarmbänder, die noch an den Gelenken gefunden wurden. Keramik in den Bestattungen enthielt Nahrungsopfer. Es fanden sich auch Perlen aus verschiedenen Materialien.
Da Vergleichsmaterial nur spärlich vorhanden ist, bereitet es Schwierigkeiten, die Funde kulturell und zeitlich einzuordnen. Mit aller Vorsicht wird eine Datierung um 1000 v. Chr. vorgeschlagen. 

## Belege
1. ↑  The New Light of Myanmar, Ausgabe vom 23. März 1998 (Seite nicht mehr abrufbar, festgestellt im Mai 2019. Suche in Webarchiven)  Info: Der Link wurde automatisch als defekt markiert. Bitte prüfe den Link gemäß Anleitung und entferne dann diesen Hinweis.